# Joeri Nikitin
Joeri Nikitin (Cherson, 15 juli 1978) is een Oekraïens gymnast die uitkomt in de gymnastiekdiscipline trampolinespringen.
Nikitin won tijdens de Olympische Zomerspelen 2004 de gouden medaille.

## Resultaten

### Olympische Zomerspelen
| Jaar | Plaats | Resultaten             |
| ---- | ------ | ---------------------- |
| 2004 | Athene | trampolinespringen     |
| 2008 | Peking | 5e trampolinespringen  |
| 2012 | Londen | 14e trampolinespringen |

### Wereldkampioenschappen
| Jaar | Plaats   | Resultaten              |
| ---- | -------- | ----------------------- |
| 2003 | Hannover | individueel · synchroon |

2000: Aleksandr Moskalenko ·
2004: Joeri Nikitin ·
2008: Lu Chunlong · 
2012: Dong Dong · 
2016: Vladsjislav Gantsjarov · 
2020: Ivan Litvinovitsj · 
2024: Ivan Litvinovitsj · 